# 秒でNEWS180
秒でNEWS180（びょうでニュース ワンエイティ）は、テレビ東京系列の子供向けニュース解説番組。2022年4月4日放送開始、2023年3月31日終了。放送時間は毎週月曜日から金曜日の7時30分 - 7時35分。UYEKIの一社提供。平日朝7:30のニュースに近い番組としては2016年3月改編までの「チャージ730!」以来であった。

## 解説
「子供やニュース初心者でも『秒で』分かる優しいニュース番組」をキャッチコピーに、社会、国際、経済、科学、カルチャー、エンタメなどのトピックスを朝の忙しい時間や隙間時間に適した約180秒（3分）のVTRに凝縮して放送する。テレビ放送終了後にネットもテレ東、TVer、YouTubeで公式見逃し配信が行われた。

## 出演者

### 終了時点の出演者
- キャスター：板垣龍佑・中原みなみ[注 2]・藤井由依[注 2]（テレビ東京アナウンサー）
- コメンテーター（アニメキャラクター）
  - レオパード里帆・ドクター・ホー[注 3]（声：岸本依茉）
  - 画世流草介（声：明神碧人）
  - 真卯州カンペイ・地井図大介（声:柴野嵩大）

### 過去の出演者
- キャスター：原田修佑[注 4][注 5]

## スタッフ
- イラスト/キャラクターデザイン：かめもときえ
- 構成：八代丈寛、中島由有伽
- 技術協力：D☆DFACTORY、千代田ビデオ（千代田→2022年7月-）
- 音楽：羽深由理
- ディレクター：横田義人、相場萌、坂本浩章、吉川賢志、西田周平、近藤翔太、山浦太郎、丸山将人、中山建治、畠山拓真、熊谷真悟、豊村奈緒美、青木理恵、栗原朋也、斎藤俊介、日向建太【週替り】
- テロップ監修：結城かほる（以前はディレクター）
- 演出：檜垣和孝
- 演出・プロデューサー：工藤里紗（テレビ東京）
- プロデューサー：吉原正浩（テレビ東京）、新井若菜、大内涼子（大内→2022年12月26日-）
- チーフプロデューサー：内田久善（テレビ東京）
- 制作協力：WHOLEMAN
- 制作著作：テレビ東京

### 過去のスタッフ
- 技術協力：テーク・ワン
- プロデューサー：小山紘、神山友和（神山→2022年5月16日-）
- 制作協力：日経映像

## ネット局
| 放送地域       | 放送局         | 放送日時                | 系列           | ネット状況 |
| -------------- | -------------- | ----------------------- | -------------- | ---------- |
| 関東広域圏     | テレビ東京     | 月曜 - 金曜 7:30 - 7:35 | テレビ東京系列 | 制作局     |
| 北海道         | テレビ北海道   | 月曜 - 金曜 7:30 - 7:35 | テレビ東京系列 | 同時ネット |
| 愛知県         | テレビ愛知     | 月曜 - 金曜 7:30 - 7:35 | テレビ東京系列 | 同時ネット |
| 大阪府         | テレビ大阪     | 月曜 - 金曜 7:30 - 7:35 | テレビ東京系列 | 同時ネット |
| 岡山県・香川県 | テレビせとうち | 月曜 - 金曜 7:30 - 7:35 | テレビ東京系列 | 同時ネット |
| 福岡県         | TVQ九州放送    | 月曜 - 金曜 7:30 - 7:35 | テレビ東京系列 | 同時ネット |